# Réflexe dysphorique d'éjection du lait
Le réflexe dysphorique d'éjection du lait (en anglais : Dysphoric Milk Ejection Reflex, D-MER) est une anomalie du mécanisme d’éjection lactée qui se caractérise par une dysphorie (émotions négatives) abrupte ressentie par la mère et apparaissant juste avant le réflexe d'éjection du lait (REL).

## Présentation
Les femmes avec un D-MER ressentent une brève période de dysphorie qui débute juste avant le réflexe d’éjection du lait et continue tout au plus pendant quelques minutes. Cela peut se produire à tous les REL ou seulement au premier REL de chaque tétée. Le D-MER se présente toujours comme une réaction émotionnelle, mais peut aussi engendrer une sensation de vide ou de désagrément au niveau de l’estomac. Lors d’un épisode de D-MER, les mères peuvent rapporter un éventail d’émotions négatives allant de la dépression à l’anxiété ou la colère. Chacune de ces émotions peut être ressentie à différents niveaux d’intensité.

### Spectre et intensité
Les émotions associées au D-MER se présentent sous des spectres distincts, chacune variant en intensité. Ainsi, la dépression peut varier d’un vague sentiment de nostalgie ou de mélancolie jusqu’à un sentiment plus intense de désespoir ou de dégoût de soi. L’anxiété peut être décrite comme de la nervosité, ou, de façon plus intense, comme un sentiment de panique ou de terreur. Finalement, la colère, la moins fréquente des trois « couleurs » du D-MER, peut se présenter comme une tension/agitation ou, de façon plus intense, comme un sentiment d’hostilité et d’agression.

## Mécanismes
Les mécanismes en cause dans le D-MER ne sont pas clairs. Il est possible que chez la femme avec un D-MER, la dopamine diminue de façon inappropriée avec le réflexe d’éjection, engendrant ainsi des émotions négatives. Les hormones impliquées dans la production du lait et son éjection sont l’ocytocine, la prolactine et la dopamine. L’ocytocine est relâchée en vagues courtes et rythmées par la neurohypophyse en réponse à la stimulation des mamelons/aréoles, aux pensées liées au bébé ou à l’allaitement, ou encore, en réponse à la sensation d’engorgement des seins. Cette hormone voyage dans le cerveau et le sang, entraînant des changements émotionnels dans le cerveau et l’éjection du lait. La prolactine, relâchée en une vague graduelle qui culmine après le début d’une tétée, est responsable du maintien de la production de lait. La dopamine, quant à elle, inhibe la sécrétion de prolactine. Le niveau de dopamine doit donc chuter afin de permettre l’élévation du niveau de prolactine. L’on présume que la baisse nécessaire du niveau de dopamine est synchronisée avec le pic d’ocytocine – une sorte d’image miroir – mais que chez les mères avec un D-MER, cette baisse de la dopamine se ferait autrement ou de façon trop prononcée, engendrant une réaction émotive négative. Ce mécanisme demeure spéculatif. Toutefois, il semble que, au moins dans certains cas, un traitement visant à maintenir le taux de dopamine réduise les symptômes de D-MER.

## Confusions possibles
Le D-MER ne semble pas être une réponse psychologique à l’allaitement. Il est possible pour les femmes d’avoir une réponse psychologique à l’allaitement, mais les évidences indiquent plutôt que le D-MER soit un réflexe physiologique.
Le D-MER n’est pas une nausée associée au réflexe d’éjection du lait ni aucune autre manifestation physique isolée ayant lieu avec le REL (urticaire, maux de tête, soif, etc.). Certaines femmes rapportent un malaise au niveau de l’estomac qui peut engendrer une brève aversion pour l’eau ou la nourriture lors de leurs épisodes de D-MER, mais le D-MER présente toujours une composante émotionnelle.
Le D-MER n’est pas une dépression post-partum ou un trouble de l’humeur post-partum. Une femme peut avoir un D-MER et une dépression post-partum, mais ce sont des conditions séparées et les traitements courants pour la dépression post-partum ne traitent pas le D-MER. La majorité des femmes aux prises avec le D-MER ne se plaignent pas d’autres troubles de l’humeur.
Le D-MER n’est pas « l’aversion » pour l’allaitement qui peut se produire chez certaines femmes qui allaitent pendant une grossesse. Ce type d’aversion se produit dès la mise au sein alors que le D-MER est déclenché au moment du réflexe d’éjection, ce qui peut se produire plusieurs minutes après la mise au sein.

## Traitement
Les traitements visant à augmenter et maintenir le niveau de dopamine semblent éliminer le D-MER. Il existe une variété d’aliments, d’herbes médicinales et de médicaments qui agissent en ce sens, mais ils ne sont pas tous compatibles avec l’allaitement[source insuffisante]. À ce jour, il n’existe pas de produit qui soit médicalement approuvé pour traiter le D-MER. Cependant, un traitement est rarement nécessaire.

### Support émotionnel
Les traitements qui se sont avérés les plus efficaces pour le D-MER jusqu’à maintenant sont la prise de conscience, la compréhension et l’éducation. Plusieurs mères aux prises avec le D-MER attribuent un niveau d’intensité beaucoup plus élevé à leurs symptômes avant d’apprendre ce qui les cause. Lorsque les mères comprennent qu’elles ne sont pas seules dans cette condition et qu’elles réalisent qu’il s’agit d’une réaction physiologique, elles semblent beaucoup moins enclines à sevrer leur enfant prématurément. En raison de l’effet positif de la prise de conscience et du partage avec d’autres mères vivant une situation semblable, beaucoup d’efforts sont déployés pour informer les mères et les professionnelles du domaine de l’allaitement. Le D-MER est un sujet de plus en plus commun dans les séminaires et conférences sur l’allaitement en Europe et en Australie ; l’intérêt pour le sujet est grandissant aux États-Unis également. Le site D-MER.org présente une synthèse de l’information qui est présentement disponible sur le sujet. Ce site propose également une présentation vidéo sur Youtube et un groupe Facebook permettant aux femmes avec un D-MER d’échanger entre elles. Une page Facebook envoie également aux membres des liens vers les nouvelles informations disponibles sur le sujet.

## Identification et description
La première mention documentée d’une réaction émotive négative d’origine hormonale lors de l’allaitement provient d’un forum de discussion (juin 2004). Avant 2008, le phénomène était méconnu et mécompris, aucun nom n’y était associé et on en parlait très peu. Le terme anglais « dysphoric milk ejection reflex » (D-MER) provient d'Alia Macrina Heise qui a décrit ses symptômes à des professionnelles de l’allaitement en 2007. En 2008, une équipe de consultantes en allaitement menée par Diane Wiessinger, MS, IBCLC, LLLL, a travaillé de concert avec d’autres professionnels de la santé afin d’étudier et de mieux comprendre le phénomène. Après la publication d’une première étude de cas, le D-MER est devenu une affection plus largement reconnue.